# 打吡睇真D
《打吡睇真D》（英語：Derby Mini），是香港亞洲電視製作的賽馬資訊節目，於2015年3月9日至3月13日星期一至五晚上21:30-22:00於本港台現場直播，全節目共5集。

《打吡睇真D》宣傳片段截圖

## 內容
2015年《寶馬香港打吡大賽》於3月15日舉行，是本地馬壇其中一項最高榮譽賽事。本節目將會介紹關於香港打吡大賽的背景資料，回顧歷屆賽事的歷史，重點介紹今年其中8隻參賽馬匹，透過有獎問答遊戲，吸引觀眾注意這項盛事，進入沙田馬場參與。本節目邀請體育節目評述徐嘉樂及藝員袁潔儀擔任主持，透過徐嘉樂的專業意見，解構香港打吡大賽的資料及比賽形式，向觀眾介紹今屆香港打吡大賽的情況，而袁潔儀則以輕鬆活潑的手法為大家帶來賽事冷知識。

## 各集主題
| 集數 | 首播日期      | 主題 |
| ---- | ------------- | ---- |
| 01   | 2015年3月9日  |      |
| 02   | 2015年3月10日 |      |
| 03   | 2015年3月11日 |      |
| 04   | 2015年3月12日 |      |
| 05   | 2015年3月13日 |      |

## 播出時間
- 本港台：
  - 首播：星期一至五21:30-22:00

## 節目主持
- 袁潔儀
- 徐嘉樂